# Croton griffithii
Espèce
Croton griffithii est une espèce de plantes à fleurs du genre Croton et de la famille des Euphorbiaceae, présente de la péninsule thaïlandaise jusqu'à la péninsule Malaise, Bornéo, Sulawesi (îles Sangihe, îles Talaud).
Il a pour synonyme :
- Oxydectes griffithii (Hook.f.) Kuntze